# 葛桂录
葛桂录（1967年12月—），男，汉族，江苏泰州人，中华人民共和国政治人物。现任福建师范大学教授，博士生导师，外国语学院院长。第十四届全国政协委员。